# Keith (stacja kolejowa)
Keith (ang. Keith railway station) – stacja kolejowa w Keith, w hrabstwie Moray w Szkocji.
Stacja jest zarządzana przez Abellio ScotRail i znajduje się na Aberdeen to Inverness Line. Leży 1,21 km na wschód od centrum miasta.

## Połączenia
Od poniedziałku do soboty pociągi uruchamiane są co około dwie godziny w każdym kierunku, w kierunku zachodnim do Inverness i kierunku wschodnim do Inverurie i Aberdeen. Istnieje jedno połączenie wcześnie rano do Dundee i Edynburg Waverley w kierunku wschodnim, powrót w godzinach wieczornych. Pięć pociągów w każdą stronę uruchomianych jest w niedzielę.

## Linie kolejowe
- Aberdeen to Inverness Line